# Parallelia colligens
Parallelia colligens là một loài bướm đêm trong họ Erebidae.